# 堀裕嗣
堀裕嗣（ほり ひろつぐ、1966年 - ）は、日本の文学教育者、札幌市立中学校教諭。
北海道湧別町生まれ。北海道教育大学卒、同大学院札幌・岩見沢校修士課程・国語教育専修修了。「研究集団ことのは」代表・「教師力BRUSH-UPセミナー」代表。
学生時代、森田茂之に師事し文学教育に傾倒。1992年、森寛・對馬義幸らとともに「研究集団ことのは」を設立。文学教育と言語技術教育との融合を旗印に長く国語科授業の研究を続けている。

## 著書
- 『発信型授業で「伝え合う力」を育てる』明治図書出版(21世紀型授業づくり）2003
- 『絶対評価の国語科テスト改革・20の提案』明治図書出版(絶対評価への挑戦）2003
- 『学級経営力を高める 感化主義の提唱』明治図書出版(学級経営力を高める）2005
- 『学級経営10の原理・100の原則 困難な毎日を乗り切る110のメソッド』学事出版 2011
- 『生徒指導10の原理100の原則 気になる子にも指導が通る110のメソッド』学事出版 2012
- 『教室ファシリテーション10のアイテム・100のステップ 授業への参加意欲が劇的に高まる110のメソッド』学事出版 2012
- 『一斉授業10の原理・100の原則 授業力向上のための110のメソッド』学事出版 2012
- 『必ず成功する「行事指導」魔法の30日間システム』明治図書出版 2012
- 『スペシャリスト直伝!教師力アップ成功の極意』明治図書出版 2012
- 『必ず成功する「学級開き」魔法の90日間システム』明治図書出版 2012
- 『堀裕嗣-エピソードで語る教師力の極意』明治図書出版 2013
- 『教師力ピラミッド 毎日の仕事を劇的に変える40の鉄則』明治図書出版 2013
- 『コミュニケーション能力って何? 学級の空気を更新する生徒指導』学事出版 2013
- 『国語科授業づくり入門』明治図書出版(THE教師力ハンドブックシリーズ) 2014
- 『反語的教師論』黎明書房 2014
- 『スクールカーストの正体 キレイゴト抜きのいじめ対応』2015 小学館新書
- 『よくわかる学校現場の教育原理 教師生活を生き抜く10講』明治図書出版 2015
- 『教師力入門』明治図書出版(THE教師力ハンドブックシリーズ) 2015
- 『若手育成　10の鉄則100の言葉がけ』小学館 2016

### 共編著
- 『全員参加を保障する授業技術』研究集団ことのは共著 明治図書出版 2001 (21世紀型授業づくり
- 『総合的学習を支え活かす国語科』研究集団ことのは共編著 明治図書出版 2002 (総合的学習を支え活かす国語科
- 『聞き方スキルを鍛える授業づくり』研究集団ことのは共著 明治図書出版 2002 (総合的学習を支え活かす国語科)
- 『教室プレゼンテーションの20の技術』研究集団ことのは共著 明治図書出版 2002 (総合的学習を支え活かす国語科)
- 『インタビュー・スキルを鍛える授業づくり』研究集団ことのは共著 明治図書出版 2002 (総合的学習を支え活かす国語科)
- 『生徒・保護者にわかりやすい絶対評価の通知表 中学1-3年』編,研究集団ことのは著 明治図書出版 2004
- 『説明責任時代の生徒指導力』石川晋,桑原賢共著 明治図書出版 2005 (学級経営力を高める
- 『失敗事例を活かす学級経営力』編,研究集団ことのは著 明治図書出版 2005 (学級経営力を高める)
- 『学校週五日制・教師の仕事術』編,研究集団ことのは著 明治図書出版 2005 (学級経営力を高める)
- 『問題傾向生徒への指導力 新しい荒れ・引きこもり型不登校』編,研究集団ことのは著 明治図書出版(学級経営力を高める 2005
- 『学級経営力・高学年学級担任の責任』南山潤司共編,教育実践サークルDNA 著 明治図書出版(学級経営力を高める)2006
- 『学級経営力・中学学級担任の責任』編,研究集団ことのは著 明治図書出版 2006 (学級経営力を高める
- 『学級経営力・低学年学級担任の責任』横藤雅人共編,教師力brush-upセミナー著 明治図書出版(学級経営力を高める 2006
- 『学級経営力・特別支援教育の展望』石川晋共編,北海道特別支援教育を考える会著 明治図書出版(学級経営力を高める 2006
- 『学級経営力・中学年学級担任の責任』山田洋一共編,教育実践研究サークル「ふろむA」著 明治図書出版(学級経営力を高める) 2006
- 『教師力トレーニング 若手編 (毎日の仕事を劇的に変える31の力) 』山田洋一共著 明治図書出版 2013
- 『THEいじめ指導』編,「THE教師力」編集委員会著 明治図書出版 2013 (シリーズ「THE教師力」)
- 『目指せ!国語の達人魔法の「聞き方ネタ」50』山下幸共編,研究集団ことのは著 明治図書出版(教室ファシリテーションへのステップ 2013
- 『目指せ!国語の達人魔法の「音読ネタ」50』山下幸共編,研究集団ことのは著 明治図書出版(教室ファシリテーションへのステップ 2013
- 『教師をどう生きるか』石川晋共著 学事出版 2013
- 『THE教師力』編,「THE教師力」編集委員会著 明治図書出版 2013 (シリーズ「THE教師力」)
- 『THE教師力 若手教師編』編,「THE教師力」編集委員会著 明治図書出版 2013 (シリーズ「THE教師力」
- 『目指せ!国語の達人魔法の「スピーチネタ」50』山下幸共編,研究集団ことのは著 明治図書出版(教室ファシリテーションへのステップ 2013
- 『THE学級開き』編,「THE教師力」編集委員会著 明治図書出版 2014 (シリーズ「THE教師力」)
- 『THE学級通信』編,「THE教師力」編集委員会著 明治図書出版 2014 (シリーズ「THE教師力」)
- 『THE新採用教員 中学・高校教師編』編,「THE教師力」編集委員会著 明治図書出版 2014 (シリーズ「THE教師力」)
- 『一流教師が読み解く教師力アップ!堀裕嗣・渾身のツイート30』多賀一郎,中村健一,長瀬拓也共著 黎明書房 2014
- 『THE学級経営』編,「THE教師力」編集委員会著 明治図書出版 2014 (シリーズ「THE教師力
- 『THE授業開き 国語編』編,「THE教師力」編集委員会著 明治図書出版 2014 (シリーズ「THE教師力」
- 『国語科授業づくりの深層』多賀一郎共著 黎明書房 2015
- 『THEほめ方・叱り方』編,「THE教師力」編集委員会著 明治図書出版 2015 (シリーズ「THE教師力」
- 『THE教師力アップ』編,「THE教師力」編集委員会著 明治図書出版 2015 (シリーズ「THE教師力」
- 『THE教師力アップ 若手教師編』編,「THE教師力」編集委員会著 明治図書出版 2015 (シリーズ「THE教師力」
- 『THE手帳術』編,「THE教師力」編集委員会著 明治図書出版 2015 (シリーズ「THE教師力」
- 『学級づくりの深層』多賀一郎共著 黎明書房 2015
- 『THE説得 学級指導編』編,「THE教師力」編集委員会著 明治図書出版 2015 (シリーズ「THE教師力」
- 『THE説得 生徒指導編』編,「THE教師力」編集委員会著 明治図書出版 2015 (シリーズ「THE教師力」)
- 『THE読書術』編,「THE教師力」編集委員会著 明治図書出版 2015 (シリーズ「THE教師力」)